# Bitwa przy Moście Żelaznym (1098)
Bitwa przy Moście Żelaznym – starcie zbrojne, które miało miejsce 9 lutego 1098 r. w trakcie I wyprawy krzyżowej.

## Przed bitwą
Po tym jak wojska krzyżowców pod wodzą Boemunda z Tarentu i Roberta z Flandrii rozbiły armię Dukaka z Damaszku w bitwie pod Albarą, dowódca garnizonu tureckiego w Antiochii Jaghi Sijan ponownie zwrócił się o pomoc do swoich sprzymierzeńców - tym razem był to jego dawny senior Ridwan z Aleppa. Ridwan był prawnie władcą Antiochii, a Jaghi Sijan jedynie jego namiestnikiem, który zdradził go jednak i za swojego seniora uznał Dukaka. Kiedy wojska Dukaka przegrały z krzyżowcami, zdesperowany Jaghi Sijan zwrócił się do Ridwana z prośbą o przebaczenie i uznał się za jego wasala. Emir Aleppa postanowił udzielić mu pomocy. Zebrał armię, do której dołączyły siły jego kuzyna, Artukidy Sukmana Ibn Artuka z Diyarbakiru i jego teścia, emira Hamy.
Na początku lutego wojska tureckie odebrały krzyżowcom Harenc, wcześniej zdobyty przez oddziały Boemunda, i uczyniły go swoją bazą wypadową. Tam Ridwan podjął przygotowania do ataku na obóz krzyżowców pod Antiochią. Kiedy wiadomości te dotarły do chrześcijan, przywódcy krucjaty odbyli 8 lutego naradę wojenną. Boemund zaproponował pozostawienie całej piechoty w obozie, aby uniemożliwić Turkom z Antiochii wmieszanie się do bitwy, podczas gdy wszyscy rycerze wydadzą Ridwanowi bitwę. Jego plan spotkał się z aprobatę ze strony innych baronów. Tego samego dnia, po zapadnięciu zmroku cała jazda krzyżowców opuściła obóz. Konnych rycerzy były tylko 700, gdyż z powodu braku paszy większość wierzchowców padła.

## Bitwa z Ridwanem
Rycerze krzyżowi zajęli pozycję między rzeką Orontes a jeziorem, w miejscu dogodnym do zaatakowania Turków, gdy znajdą się w pobliżu Mostu Żelaznego wiodącego do Antiochii od północnego wschodu. O świcie 9 lutego, gdy tylko ukazało się wojsko Ridwana, pierwsza linia krzyżowców ruszyła do ataku nim łucznicy tureccy zdążyli się ustawić i rozpocząć ostrzał. Jednak ich szarża nie zdołała złamać zwartej linii oddziałów tureckich. Zgodnie z wcześniej ułożonym planem, rycerze natychmiast się wycofali, wabiąc Ridwana na wybrane z góry pole bitwy. Było to miejsce bardzo dogodne dla krzyżowców, gdyż jezioro z lewej strony i rzeka z prawej uniemożliwiały Turkom wykorzystanie ich przewagi liczebnej i wykonanie manewru oskrzydlającego. Kiedy pierwsza linia rycerzy powróciła do pozostałych, krzyżowcy natarli na muzułmanów całymi siłami. Wojownicy tureccy, którzy byli lekko uzbrojeni, nie wytrzymali impetu szarży i rzucili się do ucieczki. Zapanował zamęt, kiedy pierwsze szeregi Turków wpadły pomiędzy tylne, które dopiero szły do ataku. Rozbita armia Ridwana w nieładzie wycofała się do Aleppa. Załoga pozostawiona w Harencu także zbiegła, a twierdza wróciła w ręce krzyżowców.

## Powrót pod Antiochię
Podczas gdy kawaleria odparła armię muzułmanów z Aleppa, Jaghi Sijan sądząc, że Ridwan z pewnością wygrał, dokonał nagłego wypadu z miasta, rzucając na obóz krzyżowców wszystkie swoje siły. Z początku szło mu dobrze, jednak w godzinach popołudniowych powróciły hufce triumfujących rycerzy. Na ich widok, Jaghi Sijan od razu zrozumiał, że armia posiłkowa przegrała. Wydał swoim żołnierzom rozkaz odwrotu do miasta. Głowy pokonanych w bitwie przy Żelaznym Moście zatknięto na pale pod murami Antiochii, co miało odebrać obrońcom chęć do dalszej walki.
Klęska drugiej armii posiłkowej podniosła krzyżowców na duchu i znacząco wzmocniła ich morale, jednakże ani trochę nie poprawiła ich sytuacji. Z aprowizacją nadal było źle, a żywności wciąż brakowało.